# Sondereinheiten des föderalen Strafvollzugsdienstes

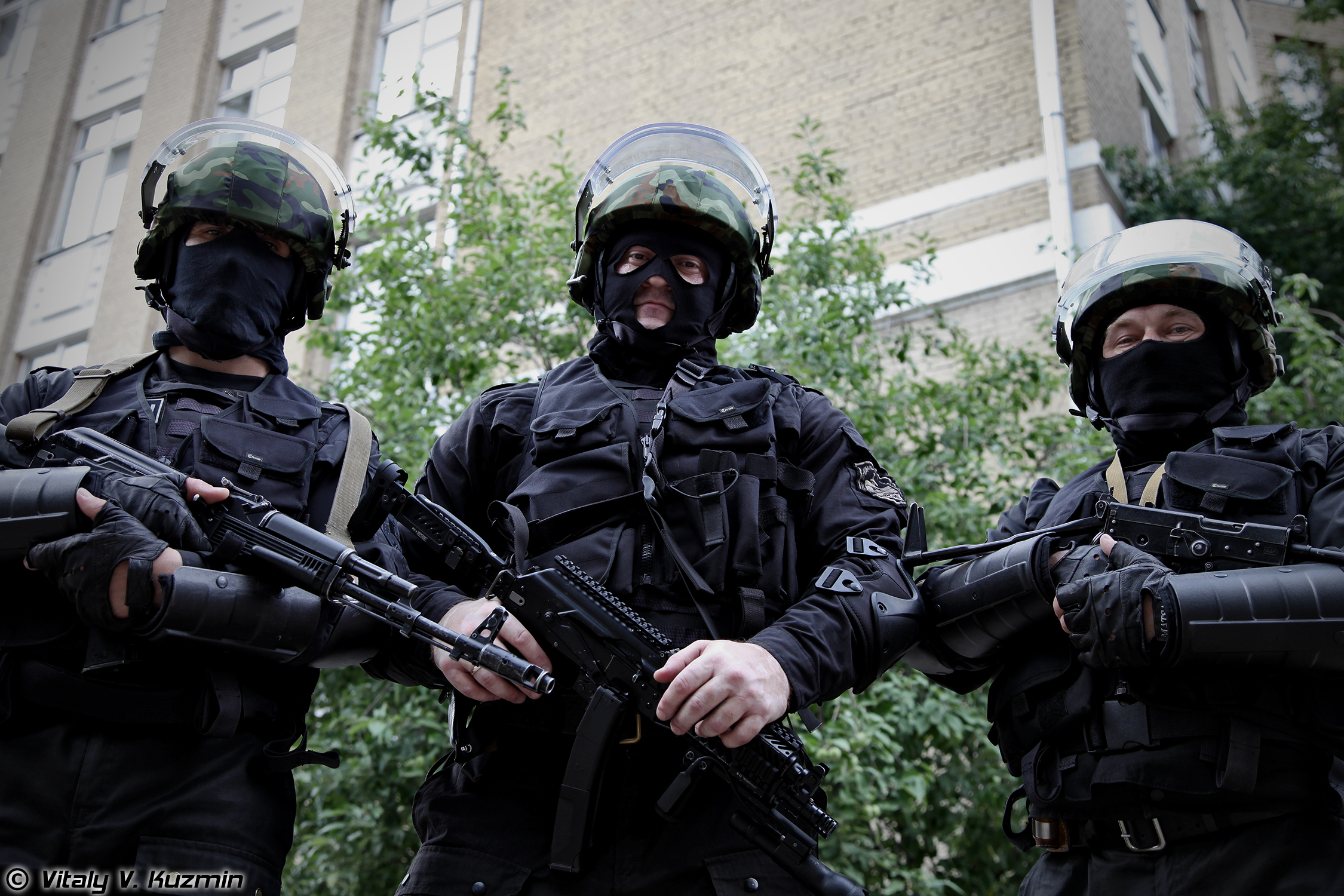
Angehörige der OSN Saturn

Als Sondereinheiten des föderalen Strafvollzugsdienstes (russisch Отряды специального назначения Федеральной службы исполнения наказаний, kurz OSN FSIN/ОСН ФСИН) werden Spezialeinheiten des russischen Justizvollzugs FSIN zusammengefasst. Die Einheiten wurden gegründet, um Revolten in russischen Gefängnissen zu bewältigen. Auch werden die Spezialeinheiten bei gefährlichen Flüchtigen eingesetzt.

## Übersicht über die Einheiten
Die erste Einheit der Sondereinheiten war die Fakel (russisch für Fackel), welche in Moskau stationiert war. Bald wurden Einheiten in anderen Städten aufgebaut. Die auch in Moskau stationierte Saturn-Einheit und die Kretschet wurden sogar während des ersten Tschetschenienkrieges eingesetzt. Ein bekannter Einsatz der Kretschet war 1994 die Befreiung von tschetschenischen Beamten, welche von Rebellen umzingelt worden waren.
| Name        | Übersetzung | Stadt oder Region |
| ----------- | ----------- | ----------------- |
| Fakel       | Fackel      | Moskau            |
| Subr        | Wisent      | Pskow             |
| Kretschet   | Gerfalke    | Ischewsk          |
| Mangust     | Mangusten   | Samara            |
| Akula       | Haifisch    | Krasnodar         |
| Tajfun      | Taifun      | Sankt Petersburg  |
| Bely medwed | Eisbär      | Republik Sacha    |
| Titan       |             | Lipezk            |
| Aisberg     | Eisberg     | Murmansk          |
| Saturn      |             | Moskau            |

## Ausbildung
Die Einheiten werden im bewaffneten und unbewaffneten Kampf ausgebildet. Zudem müssen sie sich in Verhandlungstaktiken und Psychologie weiterbilden. Schließlich wird den Einheiten beigebracht, zu Fuß, in Fahrzeugen, durch Abseilen oder per Helikopter einen Ort zu erreichen.

## Ausrüstung

### Pistolen
- PMM
- PJa
- GSch-18
- Glock 17
- Glock 19

### Maschinenpistolen
- PP-91
- PP-2000
- AEK-919K
- PP-19
- 9A-91

### Sturmgewehre
- AN-91
- AK-74

### Scharfschützengewehre
- SWD
- SW-98
- OSW-96
- OWL-3
- OTs-3 SWU

### Schrotflinten
- Saiga-12-K

### Uniform
Die Sondereinheiten nutzen die blaue Stadtcamouflage, welche auch normale FSIN-Wärter nutzen, und (vor allem beim Verfolgen von Flüchtigen) grüne Tarnanzüge. Zusätzlich sieht man in jüngster Zeit auch schwarze Uniformen.